# Ty, le tigre de Tasmanie
Ty, le tigre de Tasmanie (Ty the Tasmanian Tiger) est un jeu vidéo de plates-formes développé par Krome Studios et édité par Electronic Arts, sorti en 2002 sur GameCube, PlayStation 2 et Xbox.
Le jeu est réédité sur Windows en 2016. Il est disponible sur Nintendo Switch depuis le 31 mars 2020. Et sur PlayStation 4 et Xbox One. On retrouve des nouveautés comme le Télérang, des costumes alternatifs et un mode difficile.

## Accueil
- Jeux vidéo Magazine : 14/20[1]